# ألكسس سوير
ألكسس سوير (بالفرنسية: Alexis Soyer)‏ (1810-1857) طباخ فرنسي مشهور. أصبح أكثر الطباخين شهرة في لندن في وقته. شارك في إعداد الطعام للجنود في معركة كرايمين؛ مات في الحرب في الوقت الذي كان يحاول فيه تجهيز حاملات طعام متنقلة.